# A Zacinto
A Zacinto - originariamente conosciuto come Né più mai toccherò le sacre sponde, dal primo verso - è uno dei più celebri sonetti di Ugo Foscolo, scritto a Milano negli ultimi mesi del 1802 e nei primi del 1803. 
Il componimento è dedicato all'isola del mar Ionio (Zacinto, più nota come Zante) dove Foscolo nacque, ed affronta il tema dell'esilio, da lui autoproclamato dopo la cessione della Repubblica di Venezia – che allora comprendeva Zante – da parte di Napoleone agli Austriaci, con il trattato di Campoformio (1797), e della nostalgia della sua terra. Il poeta paragona la propria condizione a quella di Ulisse, che però fu più fortunato di lui in quanto riuscì a rimettere piede sulla sua amata Itaca, mentre Foscolo è condannato ad una "illacrimata sepoltura" (una sepoltura in una tomba su cui nessuno potrà venire a piangere) in terra straniera.

## Testo e parafrasi
| Testo | Parafrasi |
| --- | --- |
| Né più mai toccherò le sacre sponde ove il mio corpo fanciulletto giacque, Zacinto mia, che te specchi nell'onde del greco mar da cui vergine nacque Venere, e fea quelle isole feconde col suo primo sorriso, onde non tacque le tue limpide nubi e le tue fronde l'inclito verso di colui che l'acque cantò fatali, ed il diverso esiglio per cui bello di fama e di sventura baciò la sua petrosa Itaca Ulisse. Tu non altro che il canto avrai del figlio, o materna mia terra; a noi prescrisse il fato illacrimata sepoltura. | E io non toccherò mai più le sacre coste dove trascorsi la mia infanzia, o Zacinto a me cara, la cui immagine si riflette nelle onde del mare greco dalla cui schiuma nacque Venere, la quale rese fertili quelle isole con il suo primo sorriso, così che non mancò di descrivere le tue bianche nuvole e i tuoi alberi la poesia gloriosa di Omero, il quale cantò la navigazione imposta dal Fato e il vario esilio a causa del quale Ulisse, reso bello dalla fama e dalla sventura, al suo ritorno alla patria Itaca ne baciò le rocce. Tu invece non avrai se non la poesia del tuo figlio: o mia terra natia: per me il destino ha deciso che io sia sepolto dove nessuno a me caro potrà versare le sue lacrime. |

## "Né più mai"
L'incipit con effetto di improvviso del sonetto A Zacinto ha sempre attirato la curiosità degli studiosi e dei lettori, e costituisce una parte non secondaria del suo fascino. Ora è dato di sapere che il componimento prende le mosse dal biblico Cantico di Ezechia (Isaia 38). Il che permette di osservare che il sonetto, più che dal tema dell'esilio (per quanto presente, come è stato detto poc'anzi), muove dall'idea della morte, e di una morte imminente. Il testo della Vulgata è noto al Foscolo che lo cita più volte nelle opere e nell'epistolario, e vale anch'esso a riconoscervi la citazione foscoliana. Ma il testo a cui il Foscolo si rifà è piuttosto la traduzione del Cantico di Ezechia fatta da un suo amico, il naturalista e poeta Giuseppe Olivi di Chioggia, morto di tisi a soli ventisei anni, e pubblicata nella commemorazione funebre che di lui ebbe a scrivere il padovano Melchiorre Cesarotti (Elogio dell'abate Giuseppe Olivi, Padova 1796). Il verso "né il caro popol mio vedrò più mai" della traduzione mostra che l'innesto del sonetto ("Né più mai toccherò le sacre sponde") avvenne, in modo pressoché esplicito, attraverso un chiasmo. Per inciso: l'Elogio cesarottiano l'ebbe in mano anche Giacomo Leopardi, che vi si ispirò  nei versi di A Silvia e in quelli di vari altri Canti per lo più pisano-recanatesi (Il risorgimento, Il passero solitario, Canto notturno di un pastore errante dell'Asia, La quiete dopo la tempesta).

## Composizione
A Zacinto fu composto dal poeta ventiquattrenne tra l'ottobre del 1802 e l'aprile del 1803 – periodo fitto di impegni militari, spostamenti e delusioni amorose – per poi essere stampato a Milano presso l'editore Destefanis insieme a diversi altri componimenti in una raccolta intitolata Poesie di Ugo Foscolo. In agosto i testi conobbero una ristampa con l'editore meneghino Agnello Nobile, accresciuti del sonetto In morte del fratello Giovanni.
Finché Foscolo visse, il sonetto – al pari degli altri – non ebbe mai il titolo divenuto canonico, ma era conosciuto semplicemente con l'intera locuzione del primo verso, senza un titolo specifico. Fu Francesco Silvio Orlandini, nell'edizione postuma curata per Le Monnier nel 1848, ad assegnare alla poesia il titolo vulgato, non d'autore, A Zacinto.

## Contenuto
Ugo Foscolo fu per tutta la sua vita legato alla sua isola natale da un saldissimo vincolo affettivo; basterà il ricordo della «chiara e selvosa Zacinto» per suscitare in lui una rievocazione delle lontane e serene terre natie e una riflessione sui motivi dell'esilio, della morte e della classicità.

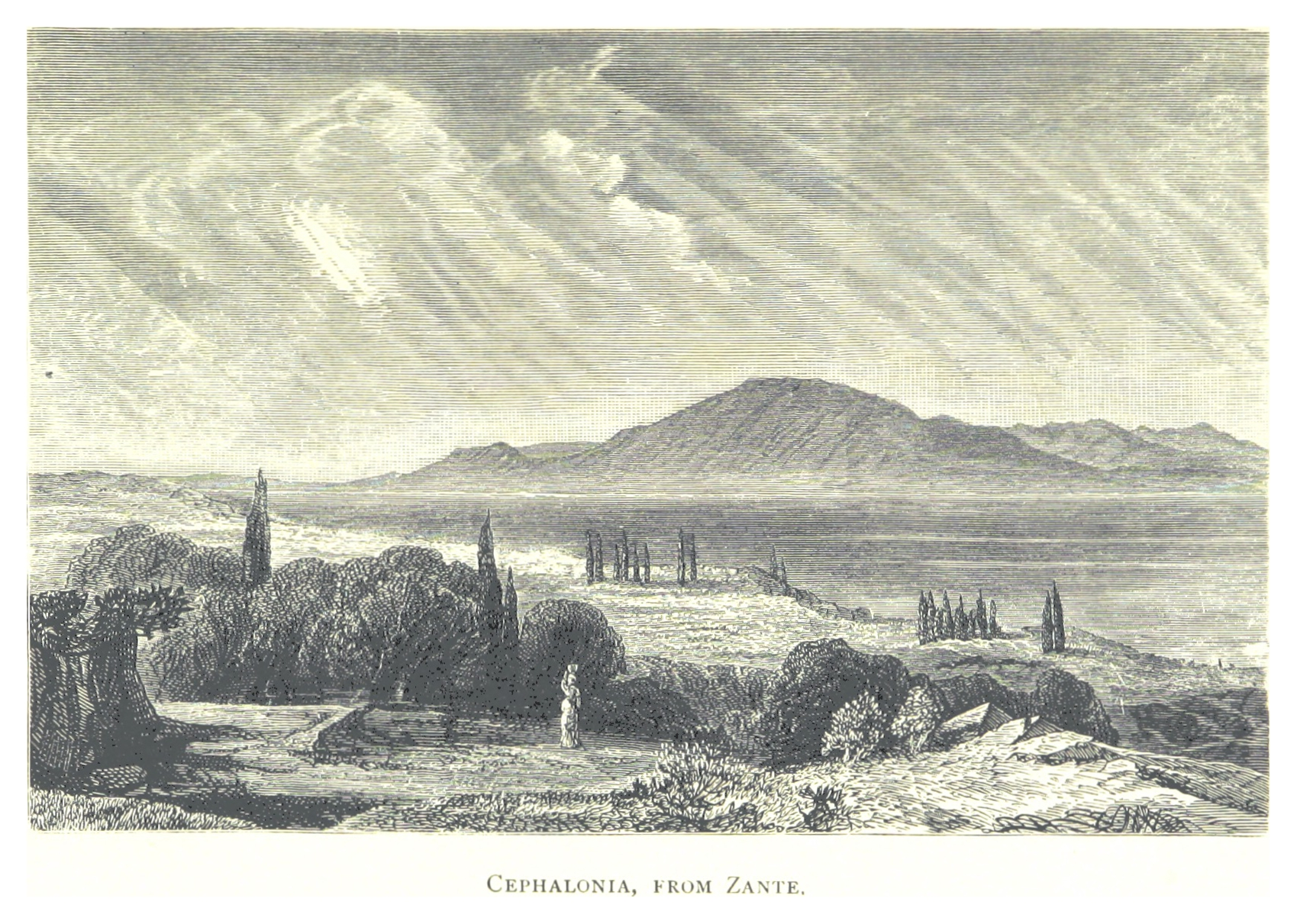
Zacinto come appariva nel 1882, più di mezzo secolo dopo la morte del poeta.

Il sonetto inizia con una triplice negazione, «né più mai», con cui Foscolo ribadisce l'impossibilità del ritorno a Zacinto, portandoci ex abrupto al centro di una riflessione lungamente protrattasi; Giuseppe De Robertis colse rapidamente l'efficacia di quest'attacco, evidenziando che «pare che il poeta, cominciando, continui un discorso fatto tra sé e sé, e dia sfogo a una commozione già piena». Oggetto delle elucubrazioni del poeta già nel primo verso sono le sponde di Zacinto, definite sacre: si tratta di un aggettivo tipicamente foscoliano volto a sottolineare la sacralità del luogo, che è stato partecipe sia della nascita di Venere che del Foscolo stesso (d'altronde, già in All'amica risanata, ai vv. 91-92, il «nativo aer» è definito «sacro»). La fanciullezza del Foscolo trascorsa a Zacinto è annunciata nel secondo verso, con l'espressione «il mio corpo fanciulletto giacque», che rievoca l'isola come grembo materno in grado di "cullare" il poeta; secondo altre interpretazioni, tuttavia, la locuzione è meno circoscritta, e giocando sull'ambiguità del verbo "giacere" intende effettivamente rinviare ad una situazione di morte.
I versi successivi s'impongono con l'introduzione della figura di Ulisse, già celebrata da Dante nell'Inferno, dove l'eroe omerico è costretto alla pena eterna come cattivo consigliere ma, in qualche modo, anche per scontare il suo non aver riconosciuto la finitezza della ragione umana. Poiché – come narrato da Esiodo nella Teogonia – nel mare di Zacinto nacque la dea Venere, fonte di amore e di vita (come attestato dall'epiteto greco philommeidés, «amante del sorriso», cui fa riferimento il primo sorriso foscoliano), l'irresistibile fascino di quell'isola fu celebrato da Omero, il mitico cantore delle avventure di Ulisse. In effetti, l'isola del Foscolo nella poesia omerica è citata varie volte: una nell'Iliade (canto II, vv. 631-637) e cinque nell'Odissea (Odissea, I, vv. 245-247; Odissea, IX, vv. 22-24; Odissea, XVI, vv. 122-125 e vv. 247-250; Odissea XIX, vv. 130-133), dove spesso è qualificata dall'epiteto «selvosa». Ebbene, in questa parte del poema la nostalgia foscoliana della patria perduta si intreccia con la vita raminga di Ulisse; quest'ultimo, dopo il concludersi della guerra di Troia, ha sì peregrinato per volere del fato nelle «acque fatali» del Mediterraneo, ma comunque è riuscito a fare ritorno nella sospirata patria. Si tratta dell'incarnazione dell'eroe classico: Ulisse, infatti, pur essendo «bello di fama e di sventura» (vale a dire che il suo fascino è dovuto proprio alle sventure virilmente sopportate), ha concluso felicemente le proprie peregrinazioni. È romantico, al contrario, l'esilio del Foscolo, che continuerà senza sosta il proprio vagabondare sino a morire lontano dalla terra natale.
La vita tempestosa del poeta e, soprattutto, la sua infelice condizione di esule sono ribadite nella quarta e conclusiva strofa. Foscolo profetizza la durata eterna del proprio esilio: alla natia Zacinto, infatti, non resterà altro che questa poesia, in quanto egli sarà costretto a essere sepolto in terra straniera, lontano dalla patria, in un sepolcro che non verrà mai bagnato dalle lacrime delle persone care. «A noi» non è un semplice plurale maiestatico, bensì assurge a simbolo di tutti coloro condannati a un esilio perpetuo: Foscolo, in questo modo, rivolge il suo disperato appello a quelle persone che, come lui, sono destinate a un'«illacrimata sepoltura». Quest'ultima locuzione, in particolare, è così dolorosamente potente da essersi guadagnata le lodi di Francesco De Sanctis, che ha affermato: «questo "illacrimata" è pieno di lacrime».

## Analisi metrica

### Costruzione sintattica

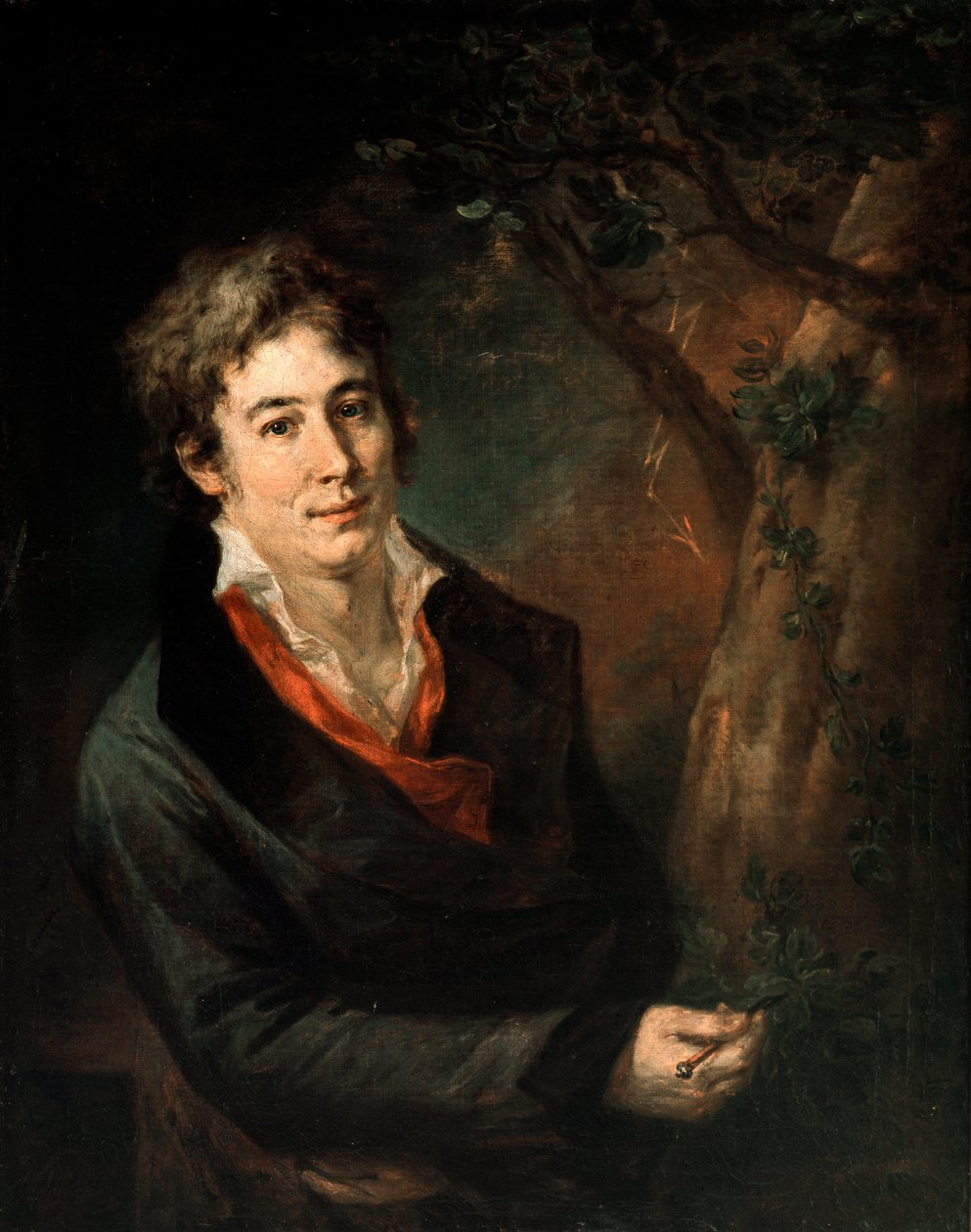
Andrea Appiani, Ritratto di Ugo Foscolo (tra il 1801 e il 1802); olio su tela, pinacoteca di Brera, Milano

A Zacinto risponde alla forma metrica del sonetto. Il testo si compone di quattordici endecasillabi ripartiti in due quartine a rima alternata (ABAB ABAB) e due terzine a rima invertita (CDE CED).
Nel sonetto l'autore elude la coincidenza tra il periodo sintattico e lo schema ritmico de versi, sia con l'abbondante impiego dell'enjambement e con la catena di connettivi sintattici («ove», «che», «e», «onde», «di colui che», «per cui»), che conferiscono al ritmo del componimento gli attributi di un flusso appassionato e ininterrotto. Il primo periodo si dilata così per undici versi e presenta un ritmo dinamico, agitato e intenso; il secondo periodo, di soli tre versi, ribadisce il messaggio dei primi due versi con un carattere perentorio, quasi lapidario.
Peculiarità del sonetto, infine, è la sua struttura circolare. I primi e gli ultimi versi, infatti, sono legati tra di loro grazie all'utilizzo del tempo futuro, contrapposto ai passati delle strofe centrali, legati quasi a una dimensione mitica («toccherò», v. 1; «avrai», v. 12); ma diversi altri elementi concorrono alla formazione della circolarità della struttura, tra cui la ripetizione della vocazione («Zacinto mia», v. 3; «o materna mia terra», v. 13), l'attacco affidato ad una negazione («Né più mai», v. 1; «non altro che», v. 12), e il cambio del pronome, dall'«io» con cui si apre il componimento al «Tu» che introduce l'ultima strofa.

### Figure retoriche
Varie sono le figure retoriche che accompagnano il testo, grazie alle quali viene conseguita l'elevatezza di questo sonetto.
- numerose inarcature (enjambement), che dilatano spasmodicamente il ritmo del sonetto: «le sacre sponde / ove il mio corpo» (vv. 1-2); «nell'onde / del greco mar» (vv. 3-4); «da cui vergine nacque / Venere» (vv. 4-5); «non tacque / le tue limpide nubi» (vv. 6-7); «colui che l'acque / cantò fatali» (vv. 8-9); «a noi prescrisse / il fato» (vv. 13-14);
- due ipallagi, al primo («sacre sponde») e all'ultimo verso («illacrimata sepoltura»);
- quattro anastrofi: «Né più mai» (v. 1); «greco mar» (v. 4); «da cui vergine nacque / Venere» (vv. 4-5); «colui che l'acque / cantò fatali» (vv. 8-9);
- diverse allitterazioni: «sacre sponde» (v. 1); «vergine… Venere » (vv. 4-5); «fea... feconde » (v. 5); «o materna mia terra» (v. 13);
- due apostrofi: «Zacinto mia» (v. 3); «o materna mia terra» (v. 13);
- due perifrasi, di cui una al v. 4 («greco mar») e l'altra ai vv. 8-9 («colui che l'acque / cantò fatali»);
- una litote al v. 6 («non tacque»);
- un ossimoro al v. 7 («limpide nubi»);
- una metafora al v. 1 («sacre»), che sta a indicare la patria di Ugo.
- Una metonimia nel v. 8 (acque) che indica le navigazioni di Ulisse